# 236 f.Kr.

## Händelser

### Efter plats

#### Anatolien
- Antiochos Hierax allierar sig, med stöd av sin mor Laodike I, med galatierna (kelter) och två andra stater, som är traditionella fiender till Seleukiderriket. Med hjälp av dessa styrkor tillfogar han sin äldre bror Seleukos II:s armé ett förkrossande nederlag vid Ankyra i Anatolien. Seleukos lämnar då landet bortom Taurusbergen till sin bror och de andra makterna i Mindre Asien.

#### Egypten
- Eratosthenes utnämns av kung Ptolemaios III till chef och den tredje bibliotekarien över Biblioteket i Alexandria.

## Födda
- Scipio Africanus, romersk general under det andra puniska kriget och statsman inom den romerska republiken (död 183 f.Kr.)